# Forrest Gump (personnage)
Pour les articles homonymes, voir Forrest Gump (homonymie).
Forrest Gump est un personnage fictif, un simple d'esprit, héros éponyme du roman de Winston Groom en 1986 puis du film réalisé par Robert Zemeckis en 1994. Dans le film, Michael Conner Humphreys joue le rôle du heros enfant, et Tom Hanks l'interprète adulte. Le personnage du livre est différent de celui du film. En 2008, il a été nommé le 20e plus grand personnage de cinéma de tous les temps par le magazine Empire.
L'histoire de Forrest Gump se confond avec celle des États-Unis des années 1950 aux années 1980, et il en devient un des principaux autant que décisifs acteurs.

## Biographie fictive

### Enfance
Forrest Gump naît le 6 juin 1944 près de Greenbow (ville fictive), en Alabama. Sa mère l'a nommée d'après Nathan Bedford Forrest, un  lieutenant général durant la Guerre de Sécession, premier grand sorcier du Ku-Klux-Klan.
Il est élevé par sa mère seule puisque son père est décédé avant sa naissance. Mme Gump loue des pièces pour les voyageurs. Un jour, Forrest rencontre l'un de ces voyageurs,  Elvis Presley, alors inconnu, qui lui apprend à danser et à qui Forrest inspire une chorégraphie pour la chanson Hound Dog.
Il est mentalement handicapé (il a un Q.I inférieur à 75), ce qui l'empêche d'aller à l'école publique (sa mère a dû coucher avec le directeur de l'établissement pour que Forrest puisse apprendre comme les autres enfants). Sa colonne vertébrale est tordue ce qui le contraint au port d'attelles rendant la marche difficile et presque impossible. En dépit de son handicap physique et mental, la mère de Forrest l'incitait à ne pas le laisser se faire traiter de stupide en lui disant que « n'est stupide que la stupidité ».
Lors des trajets du bus scolaire, Forrest devient le souffre-douleur de ses camarades qui refusent tous de s'asseoir près de lui, à l'exception de Jenny Curran dont il tombe amoureux, et qui est pour lui la « plus belle chose qu'il ait jamais vue », « un ange ». Jenny est, avec Mme Gump, la seule personne ayant accepté Forrest tel qu'il était. Elle lui a appris à lire et grimper dans les arbres. Forrest dit que le père de Jenny est « un homme affectueux qui embrasse et touche ses filles ». Il n'a pas conscience que le père de Jenny est un pédophile qui abuse de ses enfants. 
Un jour en rentrant de l'école, Forrest est pris pour souffre-douleur par une bande de garçons de son âge qui lui lancent des pierres. Jenny l'encourage à fuir, Forrest prend sa course en forçant les articulations de ses attelles, ce qui les brise et les fait tomber : miracle, le garçon court à la vitesse de l'éclair, sa vie se poursuivra sans attelles.

### Université
Au lycée, Forrest et Jenny sont restés des amis proches. Un jour, Forrest est de nouveau harcelé par une bande d'adolescents. Jenny l'encourage à courir, au cours de cette poursuite Forrest traverse un tournoi de football et les commentateurs découvrent qu'il court plus vite que les joueurs. Forrest reçoit une bourse pour l'Université de l'Alabama et devient un joueur de football exceptionnel (en outre, il ne fait que courir avec le ballon sans vraiment se soucier du jeu). Grâce à sa vitesse, il aide son équipe à remporter de nombreuses victoires. Il est ensuite nommé dans l'équipe All-American et rencontre le président des États-Unis de l'époque, John Fitzgerald Kennedy. Interrogé par le président qui désire savoir comment il se sent, Forrest (après avoir bu une quinzaine de boissons Dr Pepper) répond en toute franchise : « J'ai envie de pisser ! » Forrest est également présent à l'université de l'Alabama quand le gouverneur George Wallace s'oppose à la déségrégation. Alors que plusieurs citoyens raillent les étudiants noirs qui tentent d'entrer sur le campus, Forrest, sans tout à fait comprendre la situation, marche jusqu'à une étudiante noire et lui tend un livre en lui disant simplement : « Mademoiselle ? Vous avez laissé tomber un livre… »

### Guerre du Viêtnam
Au moment où il obtient son diplôme en 1966, Forrest est approché par un recruteur de l'armée qui lui demande s'il a réfléchi à son avenir. Peu après, Forrest s'engage dans l'Armée américaine. Dans le bus, Forrest rencontre Benjamin « Bubba » Buford-Blue, un jeune homme noir originaire de Bayou La Batre, en Alabama. Bubba raconte à Forrest son histoire familiale, évoquant notamment la cuisson des crevettes et comment il prévoit de monter sa propre affaire en achetant un navire crevettier. Bubba explique à Forrest qu'il aime toutes sortes de crevettes. Forrest s'acclimate bien à la formation qui lui est dispensée dans l'armée, et  comme il parvient à suivre les ordres et sans distraction, il établit par exemple un record de vitesse d'assemblage-désassemblage de son fusil M14. Avant de partir pour le Viêt Nam, il va à Memphis dans le Tennessee pour voir Jenny chanter dans un strip club, mais à peine a-t-elle commencé à chanter, qu'elle est harcelée par une bande de voyous auxquels Forrest administre une correction. Il lui avoue ses sentiments, mais Jenny lui dit qu'il « ne sait pas ce que c'est que l'amour ». Elle s'en va et c'est là que Forrest lui dit qu'il part au Viêt Nam. Jenny lui dit de ne pas jouer les braves et de courir.
À la guerre, en 1967, après plusieurs mois sans incident, leur peloton est pris en embuscade par le Viet Cong et plusieurs soldats sont blessés et tués. Dans la confusion, Forrest cherche à se mettre à  l'abri en courant et s'éloigne de ses camarades, mais il se ravise et revient à la recherche de Bubba. En chemin, il trouve plusieurs soldats blessés et les sauve un à un en les transportant à l'abri. Il tombe notamment sur le lieutenant Dan (commandant du peloton) et l'emporte rejoindre ceux qu'il a déjà sauvés malgré ses véhémentes protestations, car Dan, comme tous ses ancêtres militaires, tient à mourir au champ d'honneur. Forrest trouve finalement Bubba grièvement blessé et réussit à le transporter loin de la zone de combat avant qu'un avion de combat ne bombarde la zone au napalm. Malheureusement, Bubba meurt de ses blessures peu de temps après ; ses derniers mots sont : « Je veux rentrer chez moi. » Quand il revient aux États-Unis, Forrest va à Washington D.C où il reçoit la Médaille d'honneur du Congrès, la plus haute distinction militaire américaine, des mains du président Lyndon B. Johnson. Johnson lui demande où il a été touché, Forrest lui murmure à l'oreille qu'il a été touché au derrière. Lorsque Johnson lui demande s'il peut voir la blessure, Forrest la lui montre en baissant son pantalon, et Johnson sourit simplement et s'éloigne. Plus tard, Forrest fait du tourisme dans la ville, mais il se retrouve entraîné sans le comprendre dans un rassemblement pacifiste, où il rencontre l'activiste Abbie Hoffman, et est appelé à témoigner devant une foule imposante. Le micro est coupé au moment où Forrest prononce quelques mots sur la guerre, mais il aperçoit Jenny dans la foule, et il célèbre publiquement ses retrouvailles avec elle. Pendant que Forrest était au Viêt Nam, Jenny a rejoint un groupe de hippies et s'est mise en couple avec Wesley, un homme violent.

### Ping-pong
Bien remis de ses blessures lors de la Guerre du Viêt Nam, Forrest apprend à jouer au ping-pong à l'hôpital. Il excelle dans ce sport. Plutôt que de retourner au Viêt Nam, Forrest est engagé pour divertir des vétérans blessés avec sa table. Il va plus tard se rendre en République populaire de Chine pendant ce que l'on appellera la « Diplomatie du ping-pong », qui permet de rétablir les relations entre les deux pays. Quand il revient aux États-Unis en 1971, il est un héros national et est invité par Dick Cavett à son show, The Dick Cavett Show. Il est assis aux côtés de  John Lennon, autre invité de l'émission qui lui demande comment il a trouvé la Chine. Forrest lui répond qu'il n'y a « aucune possession » et « aucune religion », lui inspirant les paroles de sa chanson Imagine. Peu après, il croise le lieutenant Dan qui est en fauteuil roulant, amputé des deux jambes à la suite de la guerre du Viêt Nam. Lieutenant Dan est devenu un alcoolique athée demeurant à Manhattan, à New York. Ils passent le Jour de l'An ensemble et lieutenant Dan dit à Forrest (en plaisantant, car il ne croit pas au projet de Forrest Gump) qu'il sera second capitaine de son crevettier. En 1974, invité par le président Richard Nixon, il passe la nuit dans le complexe Hôtel Watergate. Forrest est réveillé par des lampes de poche dans les bureaux en face sa chambre. Croyant que les locataires ont des difficultés avec une boîte à fusibles, il appelle Frank Wills au bureau de sécurité pour aviser l'équipe de maintenance et, par inadvertance, initie le Scandale du Watergate, ce qui conduit à la démission du président Nixon. Peu après, Forrest est honorablement libéré de l'armée avec le grade de sergent et retourne chez lui en Alabama.

### Capitaine de crevettier
Forrest tient la promesse faite à son défunt ami Bubba, celle de devenir capitaine d'un crevettier. Sur l'insistance de sa mère, Forrest signe un contrat publicitaire de 25 000 USD pour une marque de raquettes de ping-pong, va rendre visite à la famille de Bubba et achète un crevettier. Quand quelqu'un lui fait remarquer que c'est malchanceux d'avoir un bateau sans nom, Forrest le baptise « Jenny », selon lui « le plus beau nom dans le monde entier ». À l'insu de Forrest, Jenny traverse une période où elle prend des  drogues et vit dans la  promiscuité sexuelle, envisageant même de se suicider. Quelques jours plus tard, Forrest reçoit la visite du lieutenant Dan, qui a décidé comme il le lui avait promis de devenir le second capitaine de son  bateau. Plusieurs semaines durant, ils ne pêchent pas la moindre crevette. Toutefois, les choses changent quand la zone où ils naviguent est touchée par l'ouragan Carmen. Le bateau de Forrest est le seul à sortir entier de la tempête, et les deux navigateurs se retrouvent à la tête d'un monopole de la crevette. Sous le nom de Société Bubba Gump Shrimp, ils deviennent rapidement très riches. Ayant affronté ses démons lors de la tempête, le lieutenant Dan remercie Forrest de lui avoir sauvé la vie au Viêt Nam, et Forrest suppose que Dan (sans le dire) a fait la paix avec Dieu.

### Retour en Alabama
Forrest rentre à Greenbow en septembre 1975 et apprend que sa mère est mourante du cancer. Après sa mort, Forrest quitte l'industrie de la crevette, laissant son entreprise dans les mains du lieutenant Dan, et devient tondeur de pelouse. Pendant ce temps, le lieutenant Dan réalise un investissement substantiel dans une société que Forrest affirme être « une sorte de compagnie fruitière ». En réalité, la société est la firme alors naissante Apple Computers, et il est expliqué que leurs investissements ont tant de succès qu'ils sont désormais définitivement à l'abri du besoin. Avec l'argent qu'il a obtenu grâce à sa participation dans Apple Computers, Forrest investit notamment dans la rénovation de l'église de gospel qu'il fréquente, établit un centre médical dans le village natal de Bubba et fait un don à la famille de Bubba suffisant pour qu'ils n'aient plus jamais à travailler. Jenny vient retrouver Forrest à Greenbow et emménage avec lui. Ils passent leur temps ensemble, ce que Forrest décrit plus tard comme « le plus beau moment de ma vie ». Une nuit, le 4 juillet 1976, Forrest demande à Jenny de l'épouser, mais elle refuse en lui disant : « Tu ne veux pas m'épouser. » Forrest répond : « Je ne suis pas un homme intelligent, mais je sais ce qu'est l'amour. » Après cet échange, durant la nuit, Jenny vient dans la chambre de Forrest, lui dit qu'elle l'aime, et Forrest perd sa virginité avec Jenny. Cependant, le lendemain matin, Jenny part à bord d'une camionnette à l'insu de Forrest avant son réveil.

### Course à travers les États-Unis
La solitude retrouvée de Forrest l'amène à courir « sans raison particulière ». Dans un premier temps, il décide de courir jusqu'au bout de la route, puis à travers la ville, puis à travers le comté, puis tout le chemin à la frontière du Mississipi. Finalement, il court à travers le pays à plusieurs reprises sur une période de trois ans. Forrest attire la couverture médiatique et des dizaines d'adeptes, inspirant ce qui va devenir l'engouement pour le  jogging des années 1978-1979. Pendant la course, il inspire également l'expression « Shit happens » à un vendeur d'autocollants pour pare-chocs après avoir marché dans un tas de crottes de chien. Il utilise également un t-shirt jaune que lui fournit un designer pour essuyer son visage après avoir été éclaboussé par la boue. Dans le processus, il forme l'emblématique « Smiley » et dit à l'homme : « Gardez le sourire ! » Un jour, pendant qu'il court dans l'Ouest des États-Unis, Forrest décide qu'il est fatigué et s'arrête. Il retourne immédiatement sur ses pas et rentre en Alabama. Ses disciples sont abasourdis quant à sa décision soudaine. Pendant ce temps, Jenny a pris un emploi de serveuse à Savannah, en Géorgie, et voit Forrest courir à la télévision.

### Retour au présent

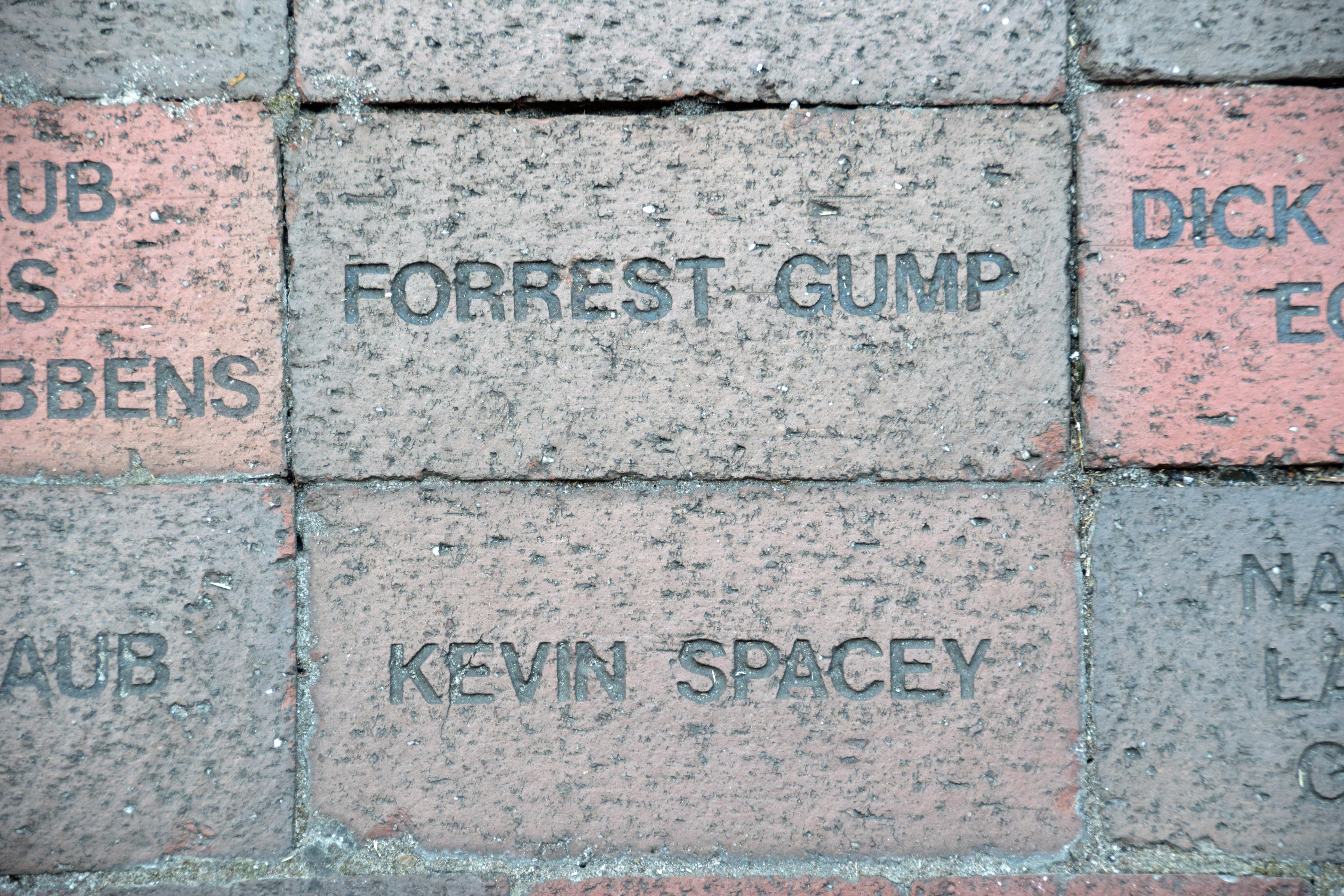
Brique ayant le nom de Forrest Gump devant le Lucas Theater à Savannah, Géorgie.

En 1981, Forrest attend le bus à Savannah en Géorgie et il raconte son histoire à tous les gens venant s'asseoir sur le même banc que lui. Il confie à une vieille dame qu'il attend le bus pour aller rendre visite à Jenny. Cependant, la vieille dame dit à Forrest qu'il n'a pas besoin de prendre le bus et que c'est à quelques coins de rue. Forrest et Jenny sont heureux de se retrouver, et Forrest découvre qu'il est père d'un jeune garçon également nommé Forrest (Jr). Jenny lui dit qu'elle l'a nommé comme son père. Forrest pense tout d'abord qu'il « a aussi un père nommé Forrest », mais Jenny lui dit que c'est lui le père. Forrest est surpris puisque son fils est plus intelligent que lui. Jenny lui conseille de faire connaissance avec son fils. Plus tard, dans un parc, Jenny annonce à Forrest qu'elle est atteinte d'un virus inconnu que les médecins ne peuvent pas guérir et qu'il n'existe aucun remède (probablement le SIDA à cause de sa période de drogue et sa promiscuité sexuelle). Elle lui propose de l'épouser, et il accepte. Forrest et Jenny se marient à Greenbow en Alabama, et le lieutenant Dan fait une visite surprise au mariage de Forrest et lui dit qu'il a de « nouvelles jambes magiques » (des prothèses en aluminium) et lui présente sa fiancée, une Vietnamienne nommée Susan. Forrest lui présente également Jenny.
Après leur mariage, Forrest, Jenny et Forrest Jr déménagent à Greenbow. Ils passent du temps ensemble jusqu'à la mort de Jenny le samedi 22 mars 1982 (il est précisé dans le film que Jenny est morte un samedi alors que le 22 mars 1982 correspond en réalité à un lundi). Forrest a enterré Jenny sous l'arbre qu'ils fréquentaient souvent lors de leur enfance et lui dit qu'il a fait démolir la vieille cabane abandonnée de son père. Forrest lui confie également qu'il a appris plusieurs choses à leur fils (notamment à apprendre à lire et jouer au ping-pong). Il lui dit aussi qu'il est très intelligent et confie à Jenny qu'elle lui manque terriblement. Il quitte la tombe en voyant des oiseaux volant dans l'arbre (qui fait référence à une prière de Jenny étant enfant). Ensuite, Forrest et son fils attendent le bus pour l'école et avant que Forrest Jr puisse monter dans le bus, Forrest lui dit qu'il l'aime, et son fils lui dit qu'il l'aime également puis monte dans le bus. La plume (qu'on voit au début du livre et du film) est aux pieds de Forrest et s'envole.

## Différences entre le livre et le film
- Dans le livre, Forrest est un homme cynique, alors que dans le film, il est beaucoup plus naïf.
- Dans le livre, il est également très doué en mathématiques.
- Contrairement au film, la mère de Forrest et Jenny ne meurent pas dans le livre.
- Dans le livre, il devient astronaute et fait un tour de navette spatiale dans l'espace, mais la navette s'écrase accidentellement en Nouvelle-Guinée, où il se fait enlever par une bande de cannibales. Cette aventure est inexistante dans le film.
- On apprend également plus sur son père dans le livre, alors que dans le film, la mère de Forrest mentionne seulement qu'il est « en vacances ». Il est révélé que son père était un docker qui travaillait pour United Fruit Company, et a été tué par une chute de bananes qui sont tombées sur sa tête.
- Forrest a eu quelques différentes aventures dans le livre, comme être un astronaute, jouer de l'harmonica dans un groupe nommé les Cracked Eggs, être un lutteur surnommé The Dunce, et a couru un marathon pour le Sénat des États-Unis. Aucune de ces aventures ne sont dans le film.